# فرودگاه بلوریج
فرودگاه بلوریج (به انگلیسی: Blue Ridge Airport) یک فرودگاه همگانی بهره‌برداری هوایی است که یک باند فرود آسفالت دارد و طول باند آن ۱۵۲۵ متر است. این فرودگاه در کشور ایالات متحده آمریکا قرار دارد و در ارتفاع ۲۸۷ متری از سطح دریا واقع شده‌است.